# Qırmızıkənd
Qırmızıkənd è un comune dell'Azerbaigian situato nel distretto di Neftçala.